# Lioré et Olivier LeO 451
Lioré et Olivier LeO 451 – francuski średni dwusilnikowy samolot bombowy z okresu II wojny światowej, zbudowany w układzie dolnopłata o konstrukcji całkowicie metalowej. Zaprojektowany w 1937 roku. Uzbrojony w bomby, 2 karabiny maszynowe 7,5 mm oraz działko 20 mm. LeO 451 był bardzo efektywnym bombowcem, jednak pojawił się zbyt późno, aby odegrać znaczącą rolę podczas wojny. Pomimo zaprojektowania przed II wojną światową pozostawał on w służbie aż do września 1957 roku.

## Historia
Jeszcze na początku lat 30. XX w. francuskie lotnictwo bombowe było wyposażone w stary sprzęt o niskich walorach bojowych. 17 listopada 1934 roku Service Technique Aeronautique ogłosił warunki techniczne dla nowego bombowca. Samolot powinien być pięcioosobowy z udźwigiem 1000–1500 kg bomb oraz miałby osiągać prędkość 400 km/h. W 1935 roku przedstawiono do akceptacji pięć projektów: Amiot 341, Bloch 134, Latécoère 570, Lioré et Olivier 45 i Romano 120. Jednocześnie zredukowano załogę do czterech osób, ale domagano się prędkości 470 km/h.
Firma Lioré et Olivier przedstawiła swój prototyp na początku 1937 roku. Samolot ten został zbudowany w Argenteuil, a następnie przewieziony do Villacoublay, gdzie 16 stycznia wykonał pierwszy lot. Chociaż projektowany był pod silniki Gnome Rhone 14P o mocy 883 kW (1200 KM), to prototyp rozpoczął próby z silnikami Hispano-Suiza 14AA06/07 o mocy 794 kW (1080 KM). Podczas testów zmieniono stery kierunku i zainstalowano silniki GR. Prototyp osiągnął prędkość maksymalną 480 km/h. Oficjalne próby rozpoczęto we wrześniu 1937 roku. Po zmianie osłon silnika samolot osiągnął prędkość 500 km/h. Ponieważ nie udało się zlikwidować problemów z silnikami Hispano-Suiza, zainstalowano jednostki Gnome Rhone 14N 20/21 o mocy 758 kW (1030 KM) i zmieniono oznaczenie prototypu na LeO 451. Próby z tymi silnikami prowadzono od października 1938 roku do lutego roku następnego. Jeszcze w maju 1937 roku zostały zamówione dwa egzemplarze doświadczalne: LeO 450 z silnikami Hispano-Suiza 14AA06/07 i LeO 452 z silnikami Hispano-Suiza 14AA12/13 o mocy 809 kW (1100 KM).
Kontrakt na budowę 20 maszyn z terminem dostawy w maju 1938 roku Ministerstwo Lotnictwa podpisało 29 listopada 1937 roku. 15 czerwca 1938 roku został zawarty kontrakt na kolejnych 100 samolotów. Ponieważ silniki użyte podczas prób nie były dostępne dla tego samolotu, w maszynach seryjnych miano montować silniki GR 14N 38/39 o mocy 699 kW (950 KM) lub GR 14N 48/49 o mocy 838 kW (1140 KM). Z różnych przyczyn technicznych pierwszy samolot seryjny wystartował dopiero 24 marca 1939 roku. Kolejny kontrakt, na 100 egzemplarzy, został podpisany 22 lutego 1939 roku, a 18 kwietnia złożono jeszcze zamówienie na 480 samolotów. Do końca lipca dostarczono tylko 2, a do 3 września 1939 roku, kiedy Francja wypowiedziała wojnę – zaledwie 10 z 749 zamówionych do tego czasu. Do 10 maja 1940 roku zamówiono kolejne 800 samolotów, czyli razem 1549. Wśród nich było 400 LeO 455 z silnikami GR 14R o mocy 1011 kW (1375 KM), 200 LeO 458 z silnikami Wright GR-2600-A5B o mocy 1177 kW (1600 KM) i 5 wysokościowych LeO 457. Do upadku Francji zdołano zbudować 452 samoloty, z których 130 stracono podczas działań wojennych. Lotnictwo Vichy przejęło ocalałe egzemplarze. Wprowadzono w nich powiększone usterzenie pionowe i zmieniono uzbrojenie. Władze Vichy otrzymały zezwolenie na zbudowanie 225 LeO 451. Do listopada 1942 roku zdążono ukończyć 102 samoloty. Po zajęciu terytorium dotychczas nieokupowanej Francji w listopadzie 1942 roku Niemcy przejęli 94 maszyny, z których 66 przekazali Włochom. Niemieckie egzemplarze przebudowano na samoloty transportowe LeO 451T. Linie Lufthansa zamówiły nawet 100 takich samolotów, ale kontraktu nie zrealizowano.

## Służba operacyjna
Podczas II wojny światowej LeO 451 brały udział w kampanii francuskiej w 1940 roku, ponosząc jednak ciężkie straty w walce z myśliwcami Luftwaffe i od ognia artylerii przeciwlotniczej. Straty te były jednak na bieżąco uzupełniane. Po upadku Francji samoloty służyły w lotnictwie Francji Vichy, walcząc m.in. z wojskami alianckimi w Syrii i Libanie podczas alianckiej operacji Exporter. Podczas tej kampanii LeO 451 wykonały 855 misji, a stracono 29 samolotów tego typu. Podczas operacji Torch w walce z aliantami lotnictwo Vichy straciło 11 samolotów LeO 451, z czego 9 zestrzeliły brytyjskie myśliwce Martlet. Po zajęciu Francji Vichy przez Niemców Luftwaffe przejęła 94 LeO 451. Nie będąc jednak nimi zainteresowana, przekazała 66 z nich lotnictwu włoskiemu. 12 z nich weszło w skład jednostki szturmowej, jednak nie wzięły udziału w walkach. Samoloty w służbie niemieckiej służyły jako samoloty transportowe. Wojnę przetrwało 67 samolotów, z których 14 wyremontowano i wykorzystano do różnych testów. Maszyny przeznaczone do prób uzbrojenia otrzymały oznaczenie LeO 451E, a do prób silników LeO 455. 40 egzemplarzy przebudowano na sześciomiejscowe samoloty pasażerskie LeO 453. Ostatni z nich został wycofany we wrześniu 1957 roku. LeO 451 był jedynym nowoczesnym francuskim bombowcem produkowanym w większej serii. Odznaczał się dużą prędkością i zasięgiem oraz znacznym udźwigiem bomb.

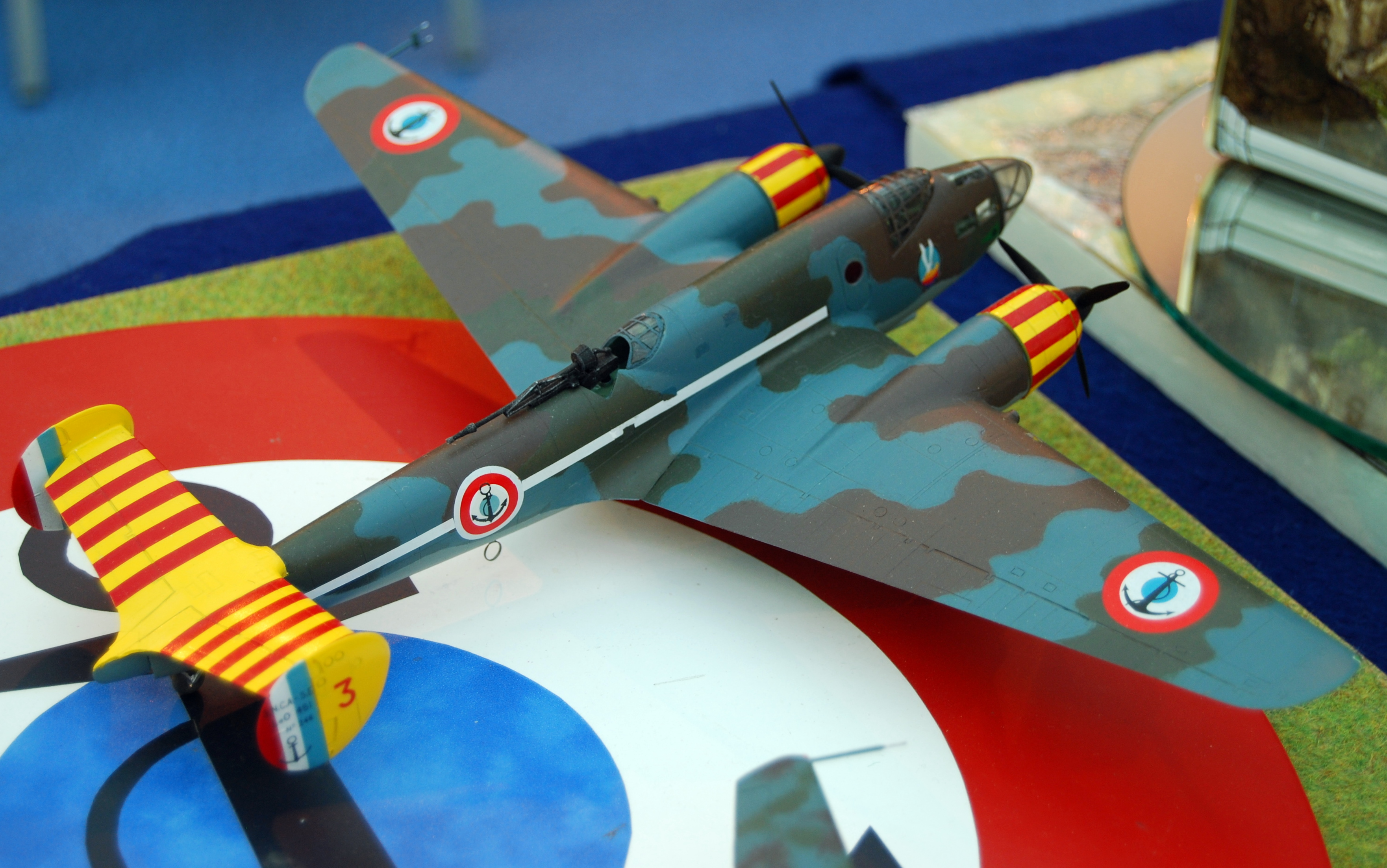
Model samolotu Lioré et Olivier LeO 451 w skali 1:72 w barwach morskiego lotnictwa Francji Vichy
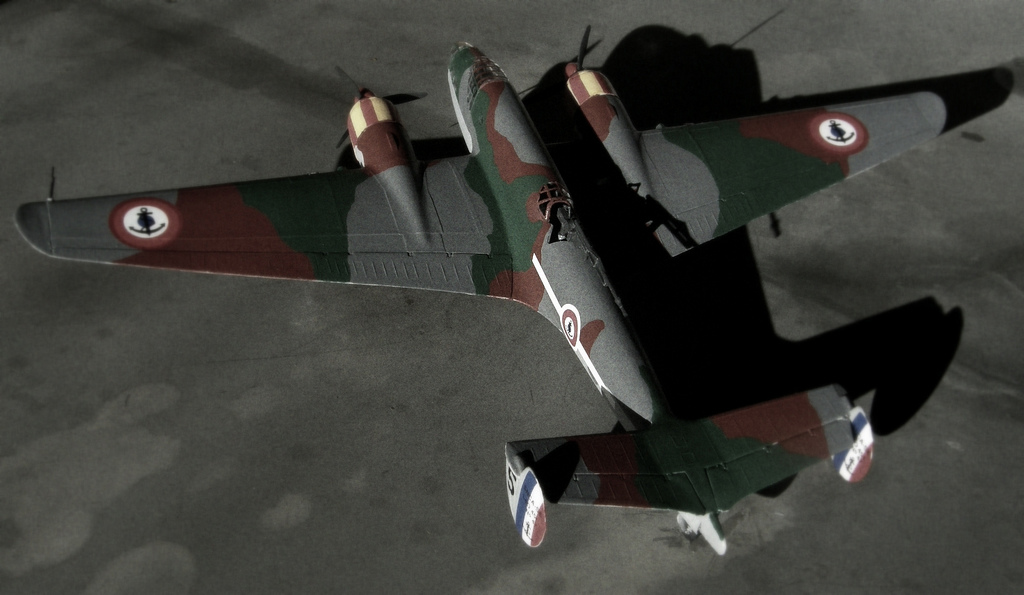
Model samolotu Lioré et Olivier LeO 451 w innej wersji kamuflażu stosowanego przez morskie lotnictwo Francji Vichy